# Liste der Kulturdenkmäler in Landstuhl
In der Liste der Kulturdenkmäler in Landstuhl sind alle Kulturdenkmäler der rheinland-pfälzischen Stadt Landstuhl aufgeführt. Grundlage ist die Denkmalliste des Landes Rheinland-Pfalz (Stand: 21. Juni 2023).

## Denkmalzonen
| Bezeichnung                    | Lage                                  | Baujahr                 | Beschreibung | Bild                           |
| ------------------------------ | ------------------------------------- | ----------------------- | --- | ------------------------------ |
| Denkmalzone Alter Friedhof     | Ludwigstraße, Luitpoldstraße Lage     | 18. und 19. Jahrhundert | zahlreiche Grabsteine des 18. und 19. Jahrhunderts | weitere Bilder Fotos hochladen |
| Denkmalzone Jüdischer Friedhof | Kaiserstraße, bei Nr. 98 Lage         | 1900                    | 1900 angelegtes Areal mit 46 Grabsteinen, meist Granit, 1900 ff. | Fotos hochladen                |
| Denkmalzone Diözesanwaisenhaus | Nikolaus-von-Weis-Straße 8/8a/10 Lage | 1853 ff.                | weitläufige Baugruppe, 1853 ff., Ausbau 1901 ff.; zwei- bis dreigeschossige historisierende Sandsteinquaderbauten unter Walmdächern; Gartenanlagen; bauliche Gesamtanlage | Fotos hochladen                |

## Einzeldenkmäler
| Bezeichnung                          | Lage                                           | Baujahr                              | Beschreibung | Bild                           |
| ------------------------------------ | ---------------------------------------------- | ------------------------------------ | --- | ------------------------------ |
| Sickinger Würfel                     | Am alten Markt Lage                            |                                      | Reste eines römischen Grabmals, Rotsandsteinblöcke | Fotos hochladen                |
| Kriegerdenkmal                       | Am alten Markt Lage                            | 1911                                 | Kriegerdenkmal 1870/71, Jugendstil, bezeichnet 1911 | Fotos hochladen                |
| Marktapotheke                        | Am alten Markt 9 Lage                          | um 1850/60                           | spätklassizistischer Bau, um 1850/60 | Fotos hochladen                |
| Wohnhaus                             | Bergsteige 2 Lage                              | 1745                                 | Wohnhaus, Barockportal und -fenstergewände, bezeichnet 1745 | Fotos hochladen                |
| Sickingen-Hohenburgisches Amtshaus   | Hauptstraße 5 Lage                             | um 1770                              | spätbarocker Mansarddachbau mit Krüppelwalmen, um 1770 | Fotos hochladen                |
| Wohn- und Geschäftshaus              | Hauptstraße 19 Lage                            | erste Hälfte des 18. Jahrhunderts    | barockes Wohn- und Geschäftshaus, Fachwerk, wohl aus der ersten Hälfte des 18. Jahrhunderts | Fotos hochladen                |
| Wohn- und Geschäftshaus              | Hauptstraße 21 Lage                            | um 1778/81                           | spätbarockes Wohn- und Geschäftshaus, Fachwerk, wohl um 1778/81 | Fotos hochladen                |
| Kuranstalt Moorbad Sickingen         | Hauptstraße 37/39 Lage                         |                                      | weitläufige zwölfteilige Baugruppe, gegliedert in Vorderbau, Mittelbau und Kurvilla, 1896, erweitert 1912, 1930 und 1935 | Fotos hochladen                |
| Gasthaus                             | Kaiserstraße 2 Lage                            | 1838                                 | ehemaliges Gasthaus und Brauerei „Zum Lindenhof“; klassizistischer Putzbau, 1838, Kellergewölbe vor 1887 | Fotos hochladen                |
| Portal                               | Kaiserstraße, an Nr. 36 Lage                   | 1740                                 | Portal, klassizistisch, bezeichnet 1740 | Fotos hochladen                |
| Stadthalle                           | Kaiserstraße 39 Lage                           | 1929/30                              | ehemaliges Postamt; stattlicher Walmdachbau, 1929/30, Oberpostbaurat Heinrich Müller, Speyer | Fotos hochladen                |
| Posthalterei                         | Kaiserstraße 42–50b, Kanalstraße 5 Lage        | 1830                                 | Postgasthof „Zum Rheinkreis“; Nr. 50, sogenanntes Didiersches Herrenhaus: klassizistischer Walmdachbau, Giebelrisalit, 1830 | Fotos hochladen                |
| Finanzamt                            | Kaiserstraße 51 Lage                           | Ende des 19. Jahrhunderts            | gründerzeitlicher Sandsteinquaderbau, Mansardwalmdach, Ende des 19. Jahrhunderts | Fotos hochladen                |
| Verwaltungsgebäude                   | Kaiserstraße 53 Lage                           | um 1820/30                           | klassizistischer Krüppelwalmdachbau, um 1820/30 | Fotos hochladen                |
| Wohnhaus                             | Kaiserstraße 54 Lage                           | 1904                                 | späthistoristisches Wohnhaus, bezeichnet 1904 | Fotos hochladen                |
| Kriegerdenkmal                       | Kaiserstraße, gegenüber Nr. 54 Lage            | 1934                                 | Kriegerdenkmal 1914/18, Reiterfigur, 1934 | Fotos hochladen                |
| Amtsgericht                          | Kaiserstraße 55 Lage                           | um 1890                              | dreigeschossiger Sandsteinquaderbau, Walmdach, um 1890, Bauamtmann Ludwig Stempel, Kaiserslautern | Fotos hochladen                |
| Grabmäler                            | Kaiserstraße, bei Nr. 98 auf dem Friedhof Lage | zweite Hälfte des 19. Jahrhunderts   | Grabmal E. Benzino, 1857; Grabmal, klassizierender Jugendstil, um 1910/20; Grabmal A. E. Hess, Stele, 1857; Grabmal, bezeichnet 1864; Grabmal H. Didier, gotisierende Stele, 1864; eichenstumpfförmiges Grabmal, um 1890 | Fotos hochladen                |
| Sickingensche Zehntscheune           | Kirchenstraße 1 Lage                           | 1734                                 | dreigeschossiger barocker Putzbau, bezeichnet 1734 | Fotos hochladen                |
| Stadtbefestigung                     | Kirchenstraße, bei Nr. 1 Lage                  | erste Hälfte des 14. Jahrhunderts    | Überreste der Stadtbefestigung, erste Hälfte des 14. Jahrhunderts: Wartturm am katholischen Pfarrhaus; Mauerrest als Verbindungsstück zur Burg; im Garten des Krankenhauses Pforte von 1711 | Fotos hochladen                |
| Sickingen-Sickingensches Amtshaus    | Kirchenstraße 41 Lage                          | 1767                                 | sogenannte Rentei; spätbarocker Mansarddachbau, bezeichnet 1767 | Fotos hochladen                |
| Katholische Pfarrkirche St. Andreas  | Kirchenstraße 51 Lage                          | 1752/53                              | Saalbau, 1752/53, mittelalterlicher Turm, Galerie und Helm 1869 | weitere Bilder Fotos hochladen |
| Katholisches Pfarrhaus               | Kirchenstraße 53 Lage                          | um 1751–53                           | spätbarocker Mansarddachbau, um 1751–53 | Fotos hochladen                |
| Skulptur                             | Ludwigstraße, an Nr. 2 Lage                    |                                      | Maria mit Kind | Fotos hochladen                |
| Alte Kapelle                         | Ludwigstraße 4 Lage                            | 15. Jahrhundert                      | katholische Heiligkreuz-Kapelle; spätgotischer Rotsandsteinquaderbau, 15. Jahrhundert, barocker Dachreiter; auf dem Kirchhof Grabsteine des 18. Jahrhunderts sowie Ehrenfriedhof des Zweiten Weltkriegs | weitere Bilder Fotos hochladen |
| Protestantische Stadtkirche          | Ludwigstraße 10 Lage                           | 1862/63                              | neugotischer Sandsteinquaderbau, 1862/63, Architekt Alexander Müller, Homburg | weitere Bilder Fotos hochladen |
| Villa Benzino                        | Ludwigstraße 12 Lage                           | 1841                                 | spätklassizistische Walmdach-Villa mit Mezzanin für Joseph Benzino erbaut, 1841; Wirtschaftsgebäude; platzbildbeherrschend | Fotos hochladen                |
| Katasteramt                          | Luitpoldstraße 4 Lage                          | um 1930                              | neuklassizistischer Walmdachbau, um 1930 | Fotos hochladen                |
| Katholische Pfarrkirche Heilig-Geist | Luitpoldstraße 8 Lage                          | 1953–55                              | dreischiffige Halle, Kampanile, 1953–55, Architekt Wilhelm Schulte II. | Fotos hochladen                |
| Villa Marx                           | Luitpoldstraße 11 Lage                         | 1903–08                              | Mansardwalmdachbau mit polygonalem Standerker, 1903–08, Regierungsbaumeister Karl Marx, München, und Bauamtsassessor August Andreas Marx, Augsburg, 1911/12 Ausbau als Sanatorium | Fotos hochladen                |
| Villa                                | Luitpoldstraße 15 Lage                         | um 1890/1900                         | Villa, Neurenaissance, um 1890/1900 | Fotos hochladen                |
| Obere Landstuhler Mühle              | Mühlstraße 2 Lage                              | erstes Viertel des 19. Jahrhunderts  | stattlicher Krüppelwalmdachbau, erstes Viertel des 19. Jahrhunderts | Fotos hochladen                |
| Jakob-Weber-Schule                   | Neugasse 2 Lage                                | 1910                                 | dreiteilige Baugruppe, klassizierender Heimatstil, 1910, 1927 aufgestockt | Fotos hochladen                |
| Wohnhaus                             | Neugasse 6 Lage                                | 1799                                 | eingeschossiger spätbarocker Krüppelwalmdachbau, teilweise Fachwerk, bezeichnet 1799 | Fotos hochladen                |
| Wohn- und Geschäftshaus              | Poststraße 1 Lage                              | Mitte des 19. Jahrhunderts           | spätklassizistisches Wohn- und Geschäftshaus, Mitte des 19. Jahrhunderts | Fotos hochladen                |
| Wohnhaus                             | Schloßstraße 8 Lage                            | drittes Viertel des 18. Jahrhunderts | spätbarockes Wohnhaus, drittes Viertel des 18. Jahrhunderts | Fotos hochladen                |
| Palais der Sickingen zu Hohenburg    | Weiherstraße 16/18/20 Lage                     | 1745                                 | langgestreckter barocker Mansarddachbau, bezeichnet 1745 | Fotos hochladen                |
| Wegekreuz                            | Weiherstraße, Ecke Steigstraße Lage            | 1862                                 | Wegekreuz, bezeichnet 1862 | Fotos hochladen                |
| Burg Nanstein                        | südöstlich der Stadt Lage                      | um 1160                              | Ruine der um 1160 gegründeten Höhenburg: Vorburg, Unterburg (Schildmauer, Batterieturm, bezeichnet 1518), Oberburg (turnmartiges Mauerstück; vom Schloss des 16. Jahrhunderts Gewölbekeller und Wendeltreppenrest mit Portal, 1518; Brunnenschale, 1560; über dem Burgtor römischer Götterstein); Spolien vor allem des 16. Jahrhunderts | weitere Bilder Fotos hochladen |
| Forsthaus Kahlenberg                 | südöstlich der Stadt Lage                      | zweite Hälfte des 19. Jahrhunderts   | langgestreckter eineinhalbgeschossiger Sandsteinquaderbau, zweite Hälfte des 19. Jahrhunderts, Gartenpavillon | Fotos hochladen                |
| Bismarckturm                         | westlich der Stadt auf dem Kirchberg Lage      | 1900                                 | Sandsteinquaderbau mit Ecksäulen und Adlerrelief, 1900 | weitere Bilder Fotos hochladen |